# The Soundlovers
A The Soundlovers egy könnyűzenei dance formáció, mely 1996-ban Németországban alakult. 
A csapat tagjai a holland Nathalie Aarts énekesnő (Breda 1969. november 6. - ) valamint az argentin-német származású David Leguizamon (Buenos Aires 1970. december 15. - ) Míg a csoport vokális duóként jelent meg a színpadokon, a producerek mindig a háttérben maradtak. A csapat korábbi női tagja Kim Gallina volt. A projektet három jól ismert olasz producer mozgatta, Maurizio Lollela (Dj Molella), Gianni Fonata, és Roby Santini. A német Leguizamon távozása után csak Nathalie Arts maradt a csapat arca. Első, debütáló kislemezük a "Run a Way" 1996-ban jelent meg, amellyel sikereket értek el, és fel is került a slágerlistákra. Németországban a 17., míg Svájcban a 4. helyet érték el. 2004-ben Magyarországon is felléptek. 

## Előzmények
Nathalie Aarts énekesenő először Olaszországba ment, hogy zenei karriert folytasson, és különböző művészekkel dolgozott különböző zenei projekteken. A Scool of Civic iskolában énekelni, zongorázni tanult, majd jazz szakon diplomát szerzett.
Miután megalakult a The Soundlovers formáció, első kislemezük, a Run A Way 1996-ban jelent meg, és Németországban, valamint Svájcban is slágerlistás helyezést ért el. A második kislemez, a People szintén slágerlistás helyezést ért el az európai listákon 1997 tavaszán. Még ugyanebben az évben megjelent az első album, mely a korábbi sikerdal nevét "People"  kapta. A következő kislemez, a Surrender szintén sikeres volt az európai klubokban, és négy hétig az 1. helyezést érte el az olasz dance listán. Több mint két hónapig a dal az általános olasz eladási listák Top 10-es helyezettjei között szerepelt.
A duó másik tagja, a német-argentin származású David Leguizamon volt aki a dalok férfi vokális dalszövegeit írta.  A duóban partnereként először Kim Gallina tűnt fel, azonban énektehetsége kevésnek bizonyult. Galina mindössze 26 évesen, 1999-ben hunyt el, helyét Nathalie vette át.
2001 elején megjelent a Walking ismét slágerlistás helyezett volt az olasz listákon, valamint a duó elő slágere, mely az Egyesült Államokban is megjelent. A következő kislemez a "People 2002" címet kapta volna, azonban a dalcíme végül a Flow címet kapta, mely szintén megjelent az Egyesült Államokban. A We Wanna Party volt az utolsó dal, melyben Leguizamon is közreműködött. A szerződés lejártakor távozott a formációból. A következő évben megjelent egy Best of Album "96-03" címmel.
2004-ben megjelent a Shake Your Ass című dal Efisio Sergi közreműködésével. Ugyanebben az évben megjelent a csapat harmadik albuma "Club Stars 2004" címen, valamint 2006-ban újra kiadásra került a Best of 93-06 című válogatásalbum az együttes fennállásának 10. évfordulója alkalmából.
2007-ben megjelent a csapat feldolgozta az Eight Wonders "I'm Not Scared" című dalát, melyet a Pet Shop Boys írt 1988-ban. Még ugyanebben az évben Alex C. és Y-ass a "Run a Way" című dal német változatát jelentette meg "Du hast den schönsten Arsch der Welt" címmel, mely 2007 novemberében első helyezést ért el a kislemezlistákon. Egy hétig Németországban, míg két hétig Ausztriában volt slágerlistás helyezett. 
A Soundlovers 2008-ban megjelentette a "Run a Way 2008" című dalt, mely első slágerük feldolgozott változata, majd megjelent egy újabb kislemez, mely a "My Body my Soul" címet viselte. Ezután a csapat pár évnyi pihenőt tartott.
Legközelebb 2013-ban a "Surrender" és a Run a Way" remixe 2k13-as változatai jelentek meg. Új dalként pedig a "Be My Man" jelent meg ugyanebben az évben.

## Diszkográfia

### Albumok
- 1997: People – The Album
- 2003: 96-03 – The Album (Best Of)
- 2004: Club Stars 2004
- 2006: 96-06 (The 10th Anniversary)

## Kislemezek
| Cím                                                                   | Album megjelenés                                                | Legjobb slágerlistás helyezés | Legjobb slágerlistás helyezés | Legjobb slágerlistás helyezés | Legjobb slágerlistás helyezés | Jegyzetek                                              |
| Cím                                                                   | Album megjelenés                                                | GER                           | AT                            | CH                            | IT                            | Jegyzetek                                              |
| --------------------------------------------------------------------- | --------------------------------------------------------------- | ----------------------------- | ----------------------------- | ----------------------------- | ----------------------------- | ------------------------------------------------------ |
| Run Away                                                              | - Megjelent: 1996 - Label: Nitelite - Formátum: CD Single · 12" | 14 (16 hétig)                 | —                             | 35 (4 hétig)                  | —                             |                                                        |
| People                                                                | - Megjelent: 1997 - Label: Nitelite - Formátum: CD Single · 12" | 50 (5 hétig)                  | —                             | —                             | —                             | 21. helyezett volt 2 hétig az olasz M&D slágerlistán.  |
| Surrender                                                             | - Megjelent: 1998 - Label: Nitelite - Formátum: CD Single · 12" | —                             | 21 (9 hétig)                  | —                             | —                             | 8. helyezett volt 13 hétig az olasz M&D slágerlistán.  |
| Mirando el Mar                                                        | - Megjelent: 1999 - Label: Nitelite - Formátum: CD Single · 12" | —                             | —                             | —                             | —                             | 21. helyezett volt 6 hétig az olasz M&D slágerlistán.  |
| Walking                                                               | - Megjelent: 1999 - Label: Nitelite - Formátum: CD Single · 12" | —                             | —                             | —                             | —                             | 11. helyezett volt 14 hétig az olasz M&D slágerlistán. |
| Wonderful Life                                                        | - Megjelent: 2000 - Label: Nitelite - Formátum: CD Single · 12" | —                             | —                             | —                             | 24 (2 hétig)                  |                                                        |
| Living in Your Head                                                   | - Megjelent: 2001 - Label: Nitelite - Formátum: CD Single · 12" | —                             | —                             | —                             | 40 (1 hétig)                  |                                                        |
| Abracadabra                                                           | - Megjelent: 2001 - Label: Nitelite - Formátum: CD Single · 12" | —                             | —                             | —                             | —                             | 39. helyezett volt 6. hétig az olasz M&D slágerlistán. |
| Flow                                                                  | - Megjelent: 2002 - Label: Nitelite - Formátum: CD Single · 12" | —                             | —                             | —                             | —                             | 39. helyezett volt 1. hétig az olasz M&D slágerlistán. |
| "—" nem volt slágerlistás helyezés, vagy nem jelent meg az országban. |                                                                 |                               |                               |                               |                               |                                                        |

### Egyéb kislemezek
- 1997: Another Day
- 2002: We Wanna Party
- 2003: All Day All Night
- 2003: Hyperfolk
- 2004: Shake Your Ass
- 2007: I'm Not Scared / Can't Stop Dancing
- 2007: Run a Way 2007
- 2008: My Body And Soul
- 2013: Surrender 2K13
- 2013: Run a Way 2K13
- 2013: Be My Man (5 mp3-Files)
- 2021: Sean Finn & The Soundlovers : Run a Way (Flip Capella Remix / Club Mix)

## Külső hivatkozások
- Dj Molella honlapja
- Soundlovers interjú